# Сулейэ, Луи-Франсуа-Огюст
Луи-Франсуа-Огюст Сулейэ (фр. Louis-François-Auguste Souleyet; 1811 — 1852, Мартиника) — французский естествоиспытатель.

## Биография
Служил врачом во французском военном флоте, собрал обширные коллекции морских животных, преимущественно мягкотелых и кишечнополостных, которые сам обработал в сочинении «Voyage autour du monde, exécuté pendant les années 1836 et 1837 sur la corvette „La Bonite“ etc., Zoologie par F. Eydoux et Souleyet». Кроме этого, Сулейэ напечатал ряд статей по анатомии и систематике беспозвоночных морских животных: «Histoire naturelle des Ptéropodes» (вместе с Рангом, П., 1852); «List of the Mollusca and Shells» (в «Catalogue of the Zool. Coll. in the British Mus.», вместе с Эйду, Лондон, 1855) и многое другое. Умер от жёлтой лихорадки на острове Мартиника в 1852 году.

## Эпонимы
Древолаз Lepidocolaptes souleyetii и моллюск Protatlanta souleyeti были названы в честь Сулейэ.